# 常念岳
常念岳（じょうねんだけ）は、飛騨山脈（北アルプス）南部の常念山脈にある標高2,857 mの山である。山体すべてが長野県に属し、松本市と安曇野市にまたがる。常念山脈の主峰。日本百名山のひとつ。

## 概要
安曇野からは全容が望め、ピラミッド型のその端正な山容は一目瞭然ですぐ見つけられる。常念岳のこの印象的な形状は東に隣接する前常念岳の峰が重なって見える安曇野市豊科以南から眺める場合で、安曇野市穂高以北になるとそれぞれの峰が独立して見えるためまた印象が違って見える。
なお、安曇野から眺められる北アルプスは、常念山脈が主役で、穂高岳、槍ヶ岳といった山々は、常念岳、蝶ヶ岳、大滝山といった前衛の常念山脈に隠れ、場所によってその間から顔を出す程度である。安曇野のシンボルであり、長野県立こども病院のマークにも使われている。常念岳の北側の山体は花崗岩質からなり、南側の不変成古生層と大きく異なる境界となっている。東側の山腹には常念岳断層が確認されている。高山帯の山頂部には花崗岩の岩塊が積み重なっている。

## 常念坊と山名の由来

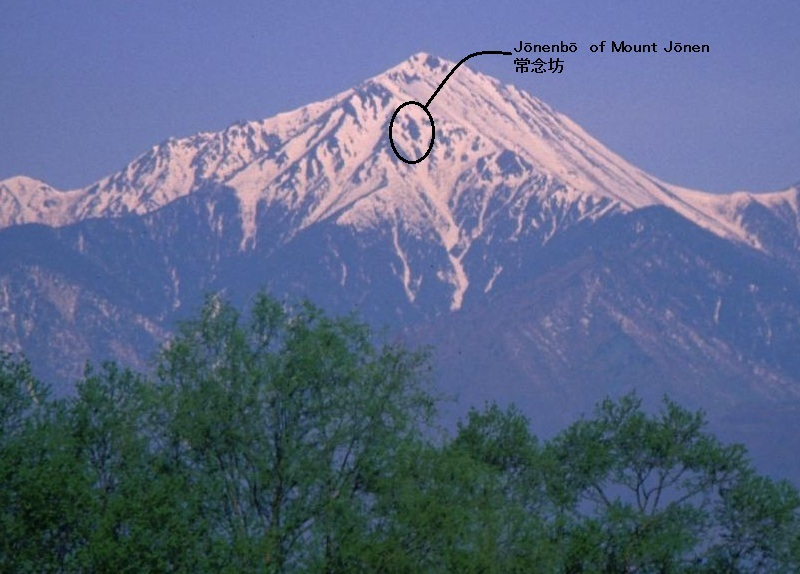
残雪部前常念岳の中央に、黒い姿のとっくりを手にした坊さんの雪形の常念坊が見られる。

古くは乗鞍岳と呼ばれていた。常念岳の由来は、昔、毎年暮れに不思議な常念坊という山姥が酒屋に酒を買いに来たからという説や、八面大王という鬼を退治するため坂上田村麻呂がこの地に遠征した際に、大王の重臣である常念坊がこの山へ逃げ込んだとされることから付けられたという説など、いくつかの説がある。春に前常念岳の東北東の雪の斜面に、とっくりを手にした坊さんの黒い姿の常念坊の雪形が見られ、安曇野に田植えの時期を知らせる雪形とされている。安曇野名誉市民の山岳写真家の田淵行男が、『山の紋章　雪形』の著書でこの雪形を紹介している。英国人登山家のウォルター・ウェストンは1894年にこの山に登った折、案内人から「山中で盗伐をしていた樵が野宿していたら、山の頂から念仏が聞こえてきた。それが何時間も続くので、樵は罪の意識に耐えかね山を逃げ出してしまった。『常に念仏を唱える』ので、『常念岳』という山の名前がついた」との伝説を聞き取っている。

## 歴史

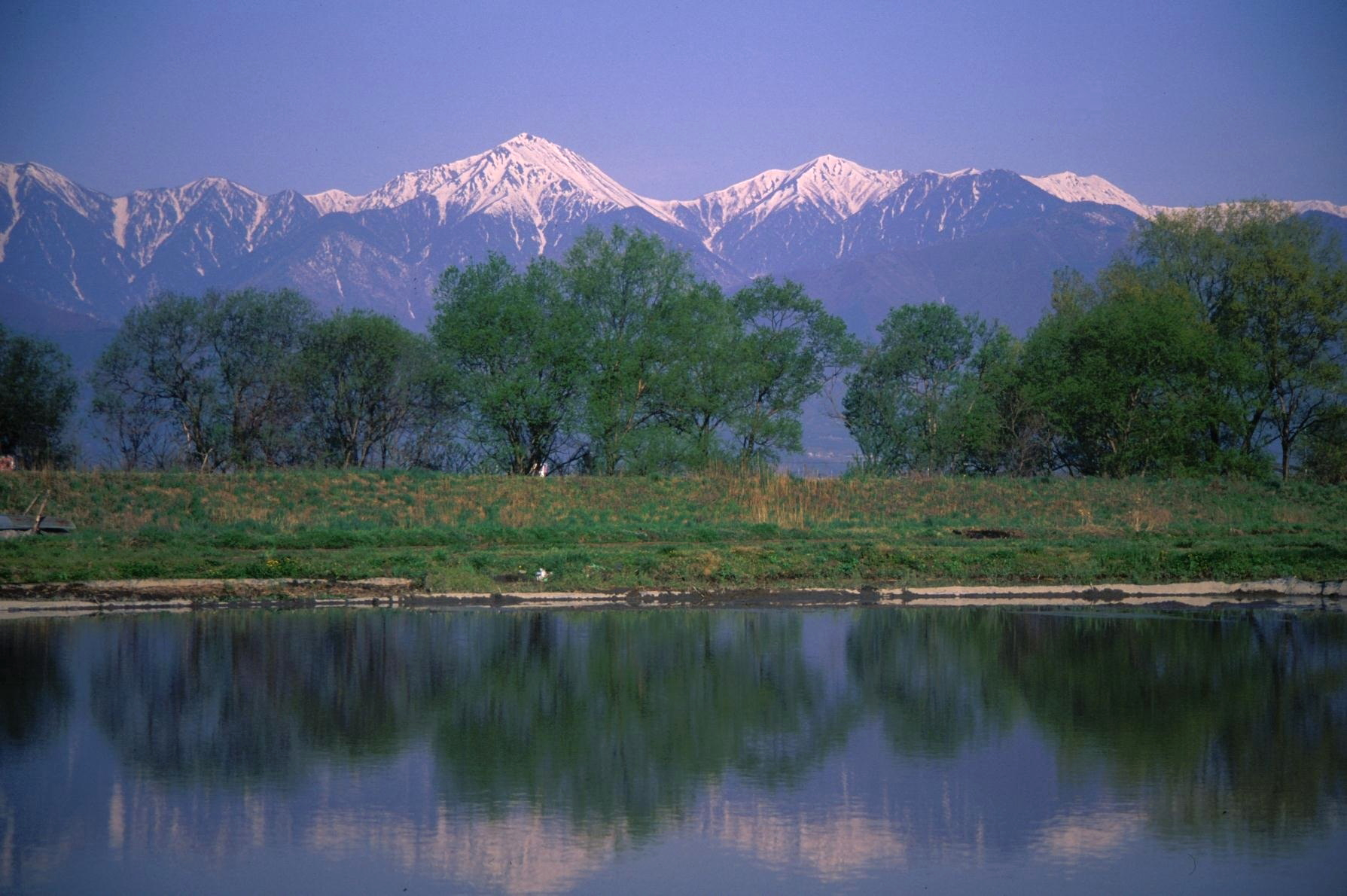
安曇野の梓川右岸から望む
常念岳・横通岳
ピラミッド型の山容の常念岳（左）

- 1894年（明治27年）8月8日 - ウォルター・ウェストンが、外国人としての初登頂をした[9]。1891年に保福寺峠からその美しい山容を目にし、登頂を決意していた。
- 1906年（明治39年）夏 - 小島烏水が登頂し、1907年にその紀行文『信州常念岳』で常念岳を紹介した[2]。
- 1917年（大正6年） - 安曇野市立堀金小学校の校長らが「常念岳研究会」を発足させ、登山道の整備と団体登山の事業を行った[10]。
- 1919年（大正8年）7月27日 - 山田利一が常念小屋を開業した。当時は「常念坊乗越小屋」と呼ばれていた[11]。北アルプスでは、白馬山荘と槍沢ロッジに次ぐ3番目の開業となった[12]。同年7月には、地元有志の「常念岳研究会」が前常念岳に避難小屋となる石室を建設した[13]。
- 1922年（大正11年） - 深田久弥が常念小屋に宿泊して登頂した[2]。
- 1931年（昭和6年）3月 - 常念岳で、日本の近代登山史で初の二重遭難事故が起きた[11]。
- 1934年（昭和9年）12月4日 - 山域が中部山岳国立公園に指定された。その西側が特別保護地区、東側が特別地域に指定されている[14]。
- 1993年（平成5年） - 郵便局が常念岳を背景とした『松本城とアルプス・長野県』のふるさと切手を発売した[15]。
- 2004年（平成16年）7月24日 - 東山麓に国営アルプスあづみの公園が整備された。

## 動植物
標高約2,400 mの上部は、森林限界を越える高山帯でライチョウの生息地となっている。山腹にはホシガラス、メボソムシクイの鳥類やツキノワグマ、カモシカ、キツネ、ニホンザルなどの哺乳類が生息していて、近代登山史以前から猟師の狩猟場となっていた。常念乗越など周辺の山域は、ミヤマモンキチョウやタカネヒカゲなどの高山蝶が生息し、田淵行男が100回以上常念岳に登り、高山蝶の研究を行った。当時9種類を確認し、タカネヒカゲは長野県の天然記念物に指定されている。ハイマツ帯にはアオノツガザクラ、イワギキョウ、クロマメノキ、コマクサ、チングルマ、ハイマツ、ミヤマキンポウゲなどの高山植物が自生している。
| ハイマツ | ライチョウ | コマクサ | チングルマ | ミヤマモンキチョウ |
| -------- | ---------- | -------- | ---------- | ------------------ |
|          |            |          |            |                    |

## 登山

### 登山ルート

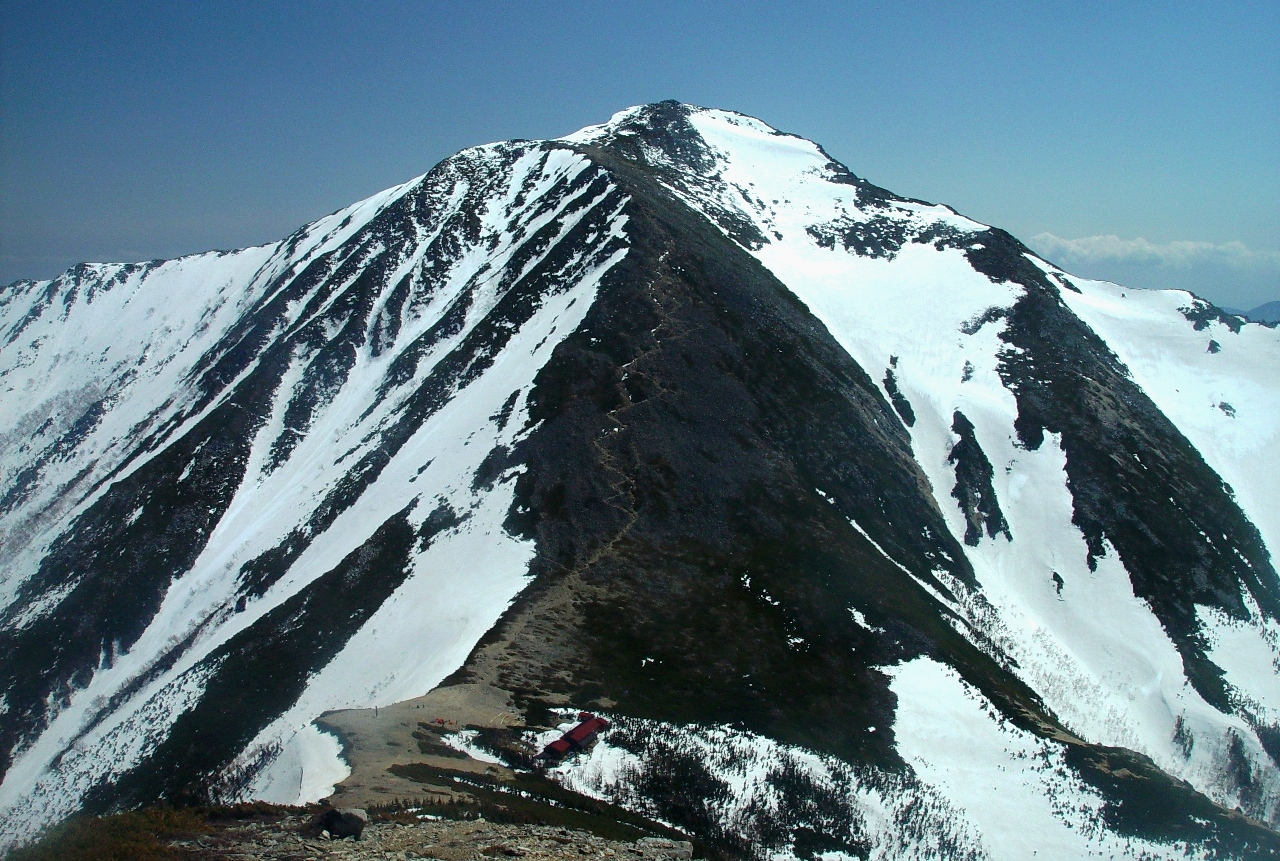
横通岳から望む5月初旬の常念岳
山小屋開きと共に残雪期の春山登山シーズンが始まる

安曇野側及び上高地側からのルート及び常念山脈の稜線上に登山道が開設されている。東の安曇野側にからは、中房登山口、一ノ沢登山口、三股登山口などが利用されている。西側からは、上高地奥の徳沢や横尾などの登山口などが利用されている。また他に大滝山を経由する中村新道や槍ヶ岳方面から大天井岳を経由した常念山脈の縦走路が利用される場合もある。山頂の岩場には、祠と方位図が設置されていて、360度の展望が得られる。
かつて槍沢の一ノ俣谷出合には一ノ俣小屋があり、そこから一ノ俣に沿って常念乗越に至る上級者向けの谷コースがあったが、現在は廃道化している。
1919年の常念坊乗越小屋開業当時は、上高地から槍ヶ岳へのルートはまだ整備されておらず、「有明 - 中房温泉 - 大天井岳 - 常念乗越 - 一ノ俣谷 - 槍沢 - 槍ヶ岳」のルートが利用されていたが、その後小林喜作が整備した表銀座の喜作新道がメインのルートとなった。
学校登山ルート
- 安曇野の麓の中学校では授業の一環として、中学生が夏休みに一ノ沢の登山口から常念小屋に一泊して学校登山を行っているので、大変な賑わいを見せる[23][24][25]。

中房登山口
- 中房温泉 - 合戦小屋 - 燕山荘 - 蛙岩 - 切通岩 - 大天井岳 - 東大天井岳 - 横通岳 - 常念小屋 - 常念岳

一ノ沢登山口
- ヒエ平 - 王滝ベンチ - 胸突八丁 - 常念小屋 - 常念岳

三股登山口
- 三股 - 前常念岳（一等三角点と石室） - 常念小屋 - 常念岳
  - 2014年現在、前常念岳から常念小屋への道は通行止め、前常念岳から常念岳へ直接向かう道がある。
- 三股 - 本沢吊橋 - 力水 - まめうち平 - 蝶ヶ岳 - 蝶ヶ岳ヒュッテ - 蝶槍 - 常念岳

横尾登山口
- 上高地 - 徳沢 - 横尾 - 蝶槍 - 常念岳

徳沢登山口
- 上高地 - 徳沢 - 長塀山 - 蝶ヶ岳 - 蝶ヶ岳ヒュッテ- 蝶槍 - 常念岳

### 周辺の山小屋

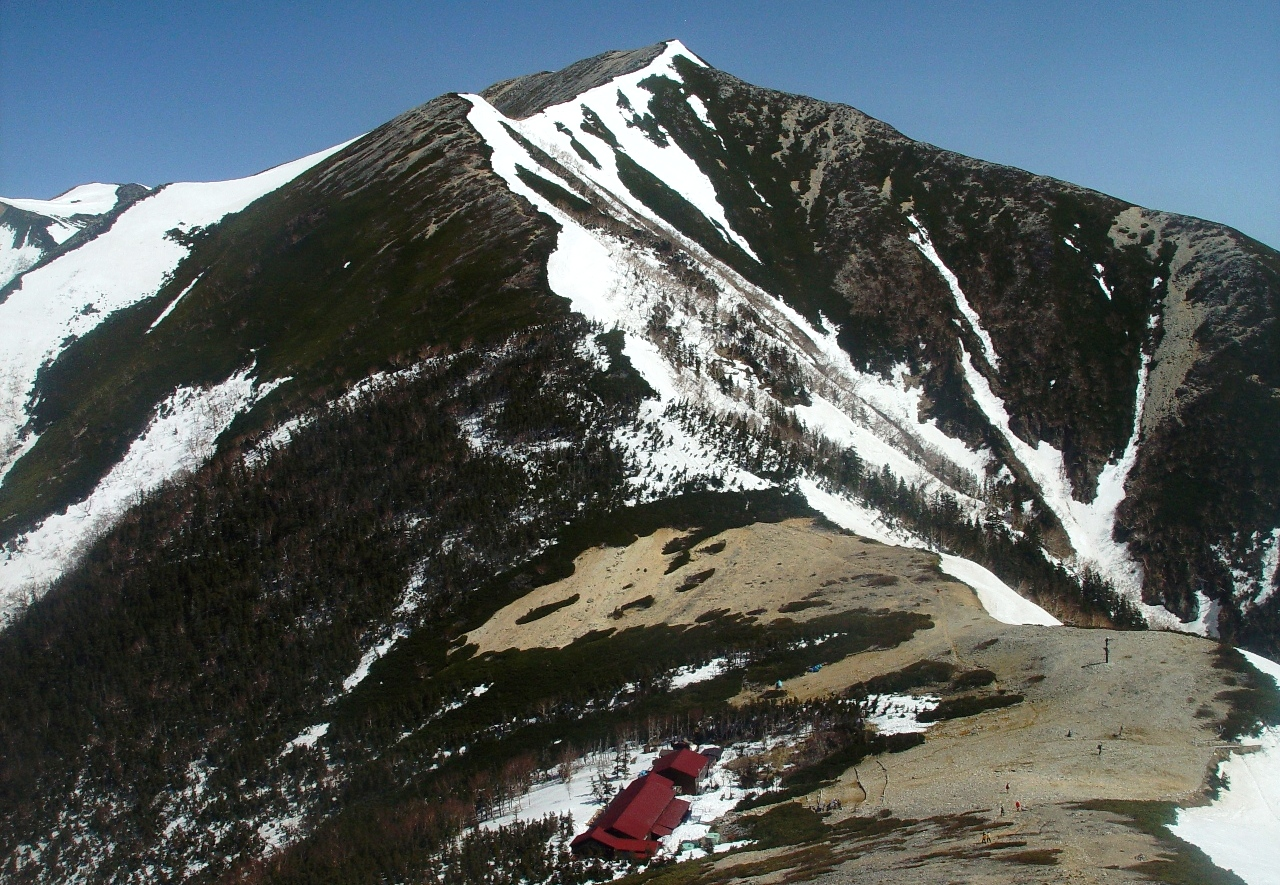
常念小屋と横通岳

山頂北側の横通岳との鞍部である常念乗越には、山小屋の常念小屋とそのキャンプ指定地があり、そこから西に槍ヶ岳が東鎌尾根越しに見られる。また周辺の登山ルート上に以下の山小屋がある。夏期のシーズン期間中に、常念小屋では信州大学医学部の夏山診療所が開設されている。
| 画像 | 名称           | 所在地                    | 標高 (m) | 常念岳からの 方角と距離(km) | 収容人数 | キャンプ 指定地 | 備考         |
| ---- | -------------- | ------------------------- | -------- | --------------------------- | -------- | --------------- | ------------ |
|      | 大天荘         | 大天井岳山頂 直下南       | 2,850    | 北北西 3.3                  | 200人    | テント 30張     | 安曇野市     |
|      | 常念小屋       | 常念乗越                  | 2,450    | 北 0.9                      | 200人    | テント 40張     | 夏山診療所   |
|      | 蝶ヶ岳ヒュッテ | 蝶ヶ岳山頂 直下北         | 2,660    | 南 4.1                      | 300人    | テント 30張     | 夏山診療所   |
|      | 大滝山荘       | 大滝山北峰と 南峰との鞍部 | 2,610    | 南南東 5.9                  | 50人     | テント 10張     |              |
|      | 横尾山荘       | 上高地奥の横尾            | 1,620    | 南西 4.4                    | 300人    | テント 150張    | 入浴施設あり |

## 地理

### 周辺の山

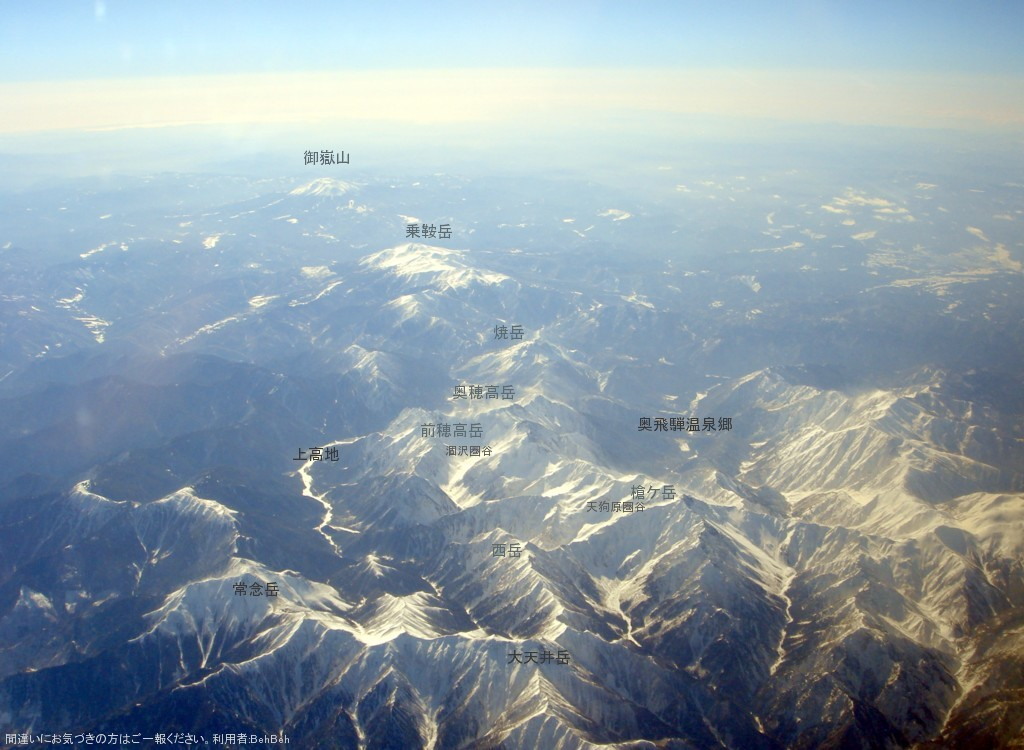
上空から望む常念岳周辺の山

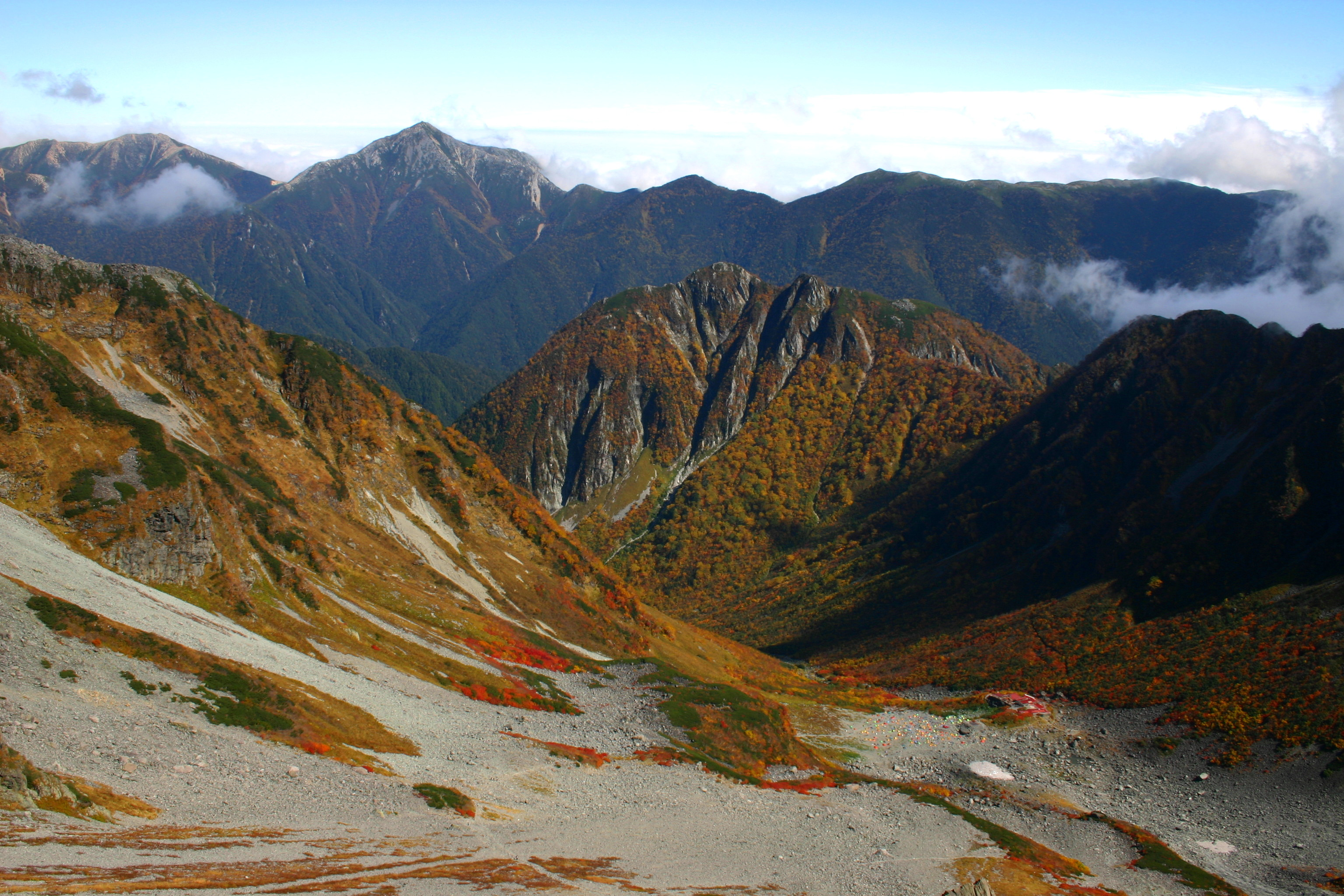
涸沢上部から望む常念岳（左上）と蝶ヶ岳

飛騨山脈南部に位置し、その主稜線上にある槍ヶ岳から東尾根を経て派生する常念山脈のほぼ中央部にある。山頂からは東の前常念岳へと延びる顕著な尾根がある。前常念岳の山頂には点名「常念岳」の一等三角点が設置されている。常念山脈の西側に梓川を挟んで、穂高岳と槍ヶ岳の山並みを眺める絶好の展望台となっている。また山頂付近からは、安曇野、浅間山などを望むことができる。
| 山容 | 名称     | 標高 (m) | 三角点等級 基準点名           | 常念岳からの 方角と距離(km) | 備考                                  |
| ---- | -------- | -------- | ----------------------------- | --------------------------- | ------------------------------------- |
|      | 燕岳     | 2,762.85 | 二等 「燕岳」                 | 北 9.1                      | 燕山荘 日本二百名山                   |
|      | 有明山   | 2,268.34 | 二等 「有明山｝               | 北北東 8.3                  | 日本二百名山                          |
|      | 槍ヶ岳   | 3,180    |                               | 西北西 7.4                  | 槍ヶ岳山荘 日本百名山                 |
|      | 大天井岳 | 2,921.91 | 三等 「天章山」               | 北北西 5.0                  | 大天荘、常念山脈の最高峰 日本二百名山 |
|      | 横通岳   | 2,766.99 | 三等 「赤樽」                 | 北 1.9                      |                                       |
|      | 常念岳   | 2,857    |                               | 0                           | 常念小屋 日本百名山                   |
|      | 前常念岳 | 2,661.78 | 一等 「常念岳」               | 東南東 1.0                  | 安曇野側の前衛峰 石室、祠             |
|      | 蝶ヶ岳   | 2,677    | （三等「蝶ヶ岳」） 2,664.32 m | 南 4.2                      | 蝶ヶ岳ヒュッテ 三角点の位置は旧山頂   |
|      | 穂高岳   | 3,190    |                               | 西南西 8.2                  | 飛騨山脈の最高峰 日本百名山           |

### 源流の河川
源流となる以下の信濃川水系の河川であり、日本海へ流れる。常念乗越は、一ノ俣谷と一ノ沢との分水嶺となっている。
- 本沢、一ノ沢、二ノ沢　（烏川の支流）
- 一ノ俣谷　（梓川の支流、山頂から1.5 km西に常念ノ滝がある。）

### 交通アクセス
最寄りの鉄道駅はJR東日本大糸線の穂高駅、インターチェンジは長野自動車道の安曇野ICとなる。最も近い空港は松本空港。
常念小屋が、最寄りの山小屋である。

## 常念岳の風景

### 常念岳の山容
東側（安曇野）や西側などから眺めた時の、ピラミッド型のその山容がその特徴である。
|                       |                                 |                                 |                       |                               |
| 赤岩岳から望む 常念岳 | 南側の登山道から望む 秋の常念岳 | 蝶ヶ岳から望む 常念岳と前常念岳 | 槍ヶ岳から望む 常念岳 | 槍ヶ岳から望む 常念岳とご来光 |

### 常念岳山頂からのパノラマ展望
山頂は蝶ヶ岳と共に、穂高岳から槍ヶ岳へと連なる山並みを望める絶好の展望台である。
|                                               |                                                            |
| 焼岳 - 穂高岳 - 槍ヶ岳、下方に梓川 (秋の紅葉) | 南岳 - 槍ヶ岳 - 大天井岳、遠景は鷲羽岳 - 水晶岳 (春の残雪) |

## テレビ番組
- 『日本百名山　常念岳』　NHK衛星第2テレビジョン、1994年10月31日放送[30]
- 『シリーズ山の歌（2）ふるさとは雲の上に　信州・常念山脈』　NHK総合テレビ、小さな旅、1998年9月12日放送[31]
- 『週刊　日本の名峰　常念岳』　NHKデジタル衛星ハイビジョン、2006年11月19日放送[32]
- 『谷川岳～白馬岳～常念岳　謎の殺人メッセージ』　テレビ東京、北アルプス山岳救助隊・紫門一鬼、2009年1月14日放送、梓林太郎の山岳ミステリー小説がテレビドラマ化された。
- 『北アルプス常念岳』　NHK総合テレビ、さわやか自然百景、2010年9月11日放送[17]
- 『おひさま』　NHK総合テレビ、2011年4月8日放送で、主人公の須藤陽子（八木優希）が学校行事で常念小屋に一泊して翌日常念岳でご来光を迎えるシーンがあった[33]。1938年（昭和13年）当時に地元の小学校などでは、学校登山で常念小屋を利用して1泊2日で常念岳に登っていた[34]。

## 関連書籍
- 寺島蔵之『白樺の木舟　常念岳二重遭難記』1981年5月。ASIN B000J7TN6G。 - ドキュメンタリー
- 小口和利『北アルプス常念刻々　小口和利写真集』郷土出版社、1996年6月。ISBN 4876633304。 - 常念岳の写真集
- 『日本200名山』昭文社、1992年4月、163頁。ISBN 4398220011。
- 『日本の山1000』山と溪谷社〈山溪カラー名鑑〉、1992年8月、418-419頁。ISBN 4635090256。
- 『日本三百名山』毎日新聞社、1997年3月、161頁。ISBN 4620605247。
- 梓林太郎『霧の常念岳殺人事件』有楽出版社、2004年6月。ISBN 440860271X。 - 山岳ミステリー小説
- 『常念岳・燕岳』集英社〈週刊 ふるさと百名山 15号〉、2010年9月。ASIN B0046ZYQKU。 - 名山紹介ガイド
- 鈴木ともこ『山登りはじめました2　いくぞ！屋久島編』メディアファクトリー、2011年3月、33-76頁。ISBN 978-4840138093。 - コミックエッセイ